# 鬃角夜蛾属
鬃角夜蛾属（学名：Apladrapsa）为裳蛾科的一个属。

## 下属物种
本属包括以下物种：
- 鬃角夜蛾 Apladrapsa ochracea Leech, 1900